# Nicolaus Nicolai (kyrkoherde)
Nicolaus Nicolai, död 1669 i Malexanders församling, Östergötlands län, var en svensk präst.

## Biografi
Nicolaus Nicolai prästvigdes 6 oktober 1642. Han blev 1650 komminister i Svinhults församling. Nicolaus Nicolai blev 1661 kyrkoherde i Malexanders församling. Han avled 1669 i Malexanders församling.

### Familj
Nicolai gifte sig 12 november 1648 med Marina Hjort. Hon var dotter till kyrkoherden Nicolaus Benedicti i Hjorteds socken. De fick tillsammans barnen Anna Nilsdotter (1649–1736) som var gift med rådmannen Tore Andersson i Skänninge och handlanden Johan Wetter i Skänninge, hospitalspredikanten Benedictus Sandelius i Norrköping och Nicolaus Sandelius. Barnen antog namnet Sandelius.